# Urkunde

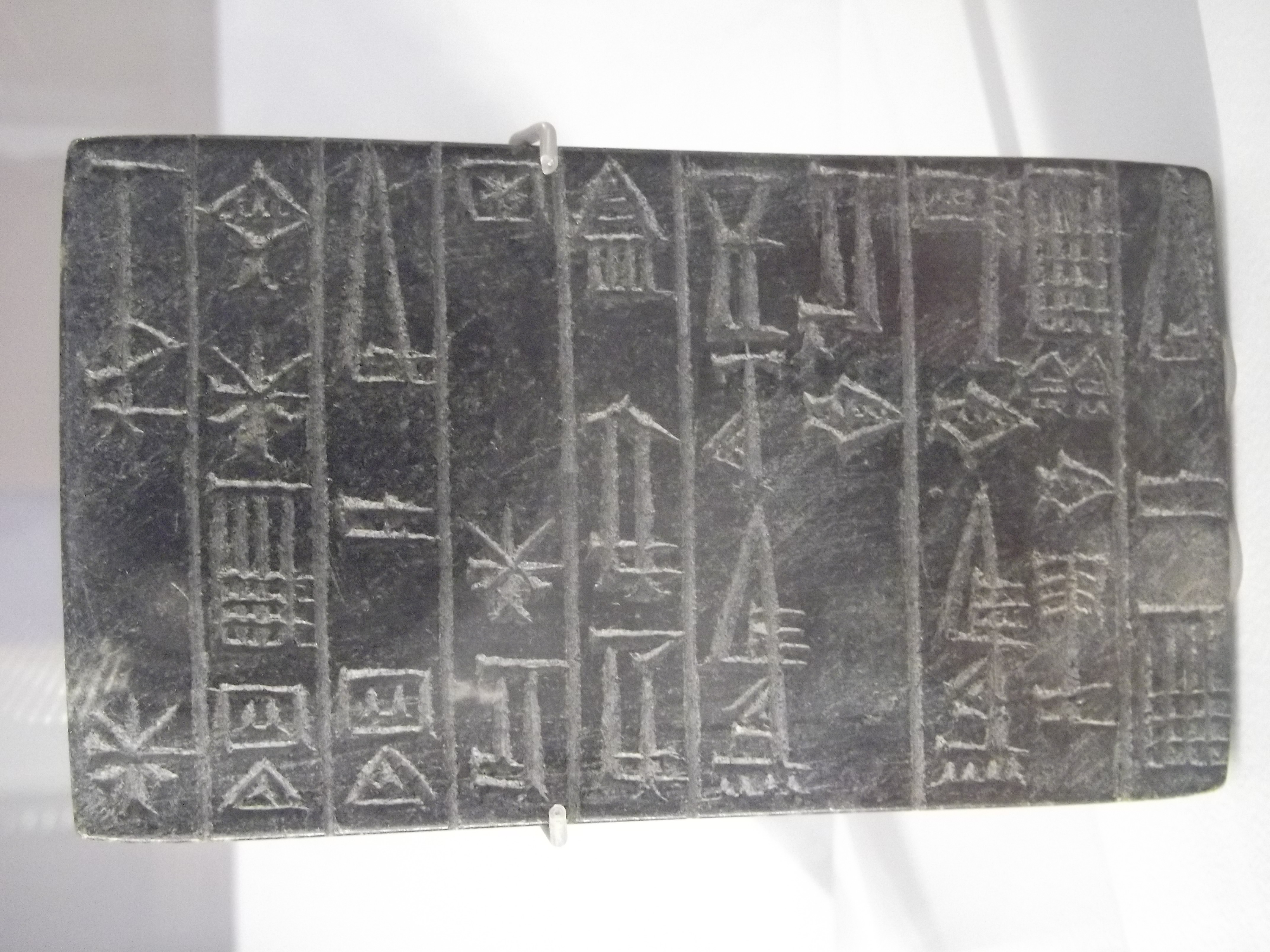
Bauurkunde mit Weihinschrift aus der Gründungskapsel Urmammas, 2112–2095 v. Chr., Vorderasiatisches Museum Berlin, VA 10945

Eine Urkunde (von althochdeutsch urchundi „Erkenntnis“; mittelhochdeutsch urkúnde „Zeugnis“, „Beweis“) ist eine schriftlich niedergelegte und häufig beglaubigte Erklärung, die einen bestimmten Tatbestand bzw. Sachverhalt fixiert und zumeist auch ihren Aussteller erkennen lässt.
Dazu gehören in erster Linie Schriftstücke. Beweiskraft haben vor allem öffentliche Urkunden, die von einer Behörde oder von einer mit öffentlichem Glauben ausgestatteten Person (Notar, Gerichtsvollzieher, Standesbeamter, Ziviltechniker) innerhalb ihres Geschäftsbereiches ausgestellt worden sind. Wichtige Erklärungen (z. B. Testamente) und Verträge können daher notariell beurkundet werden. Bei Grundstückskaufverträgen ist die Beurkundung durch einen Notar gesetzlich vorgeschrieben, also Pflicht. Der Notar dokumentiert die durch ihn beurkundeten Schriftstücke in seiner fortlaufend nummerierten Urkundenrolle.

## Geschichte

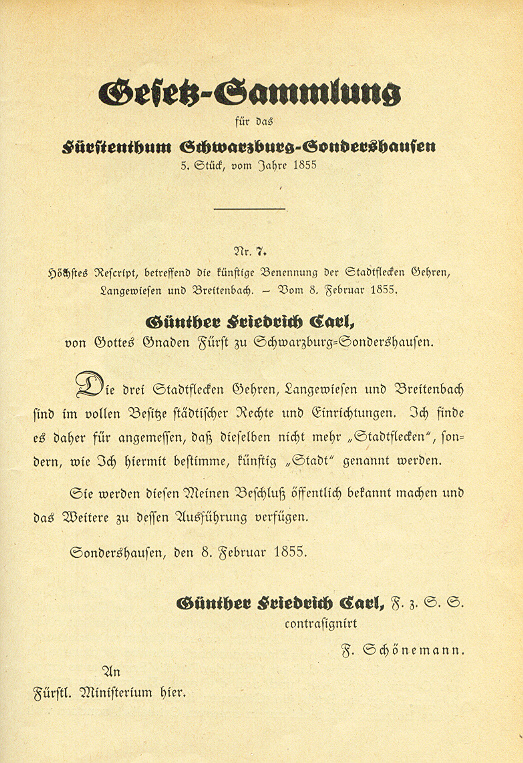
Stadtrechtsurkunde von 1855

Die Untersuchung von Urkunden im Interesse der Gewinnung historischer Erkenntnisse ist der Gegenstand der Diplomatik.
Im Imperium Romanum genossen neben den Urkunden der staatlichen Autoritäten auch Urkunden öffentlicher Schreiber (Tabellionen) und Urkunden, die in den Rollen der Gemeinden verzeichnet waren (gesta municipalia), öffentliche Glaubwürdigkeit.
Eine typische Form der Gestaltung von privaten Urkunden in der römischen Antike sind doppelt geschriebene Urkundentexte: Eine Version des Textes schrieb man innen auf Wachstafeln oder Papyrus hinter Siegeln verschlossen, eine andere – meist knappere – außen auf den Schriftträger. Solange die Siegel nicht zerstört waren, konnte die Richtigkeit des äußeren Textes jederzeit am inneren Text überprüft werden.
Während in der antiken römischen Gesellschaft die Schriftlichkeit allgemein so hoch war, dass Unterschriften den Urkundentext beglaubigen konnten, wurden im Mittelalter andere Beglaubigungsformen üblich. Ausführlicheres siehe unter Urkunden des Mittelalters und der Frühen Neuzeit.
Die Formate der Urkunden variierten einerseits je nach geschichtlicher Epoche, andererseits auch nach ihrer juristischen Bedeutung. Heute dominiert das A4-Format.

## Merkmale einer Urkunde in der Rechtswissenschaft
Die Rechtswissenschaft verwendet den Begriff der Urkunde nicht einheitlich. Maßgeblich ist zwischen dem materiellen und dem prozessualen Urkundenbegriff zu unterscheiden.
Im materiellen Strafrecht wird die Urkunde als verkörperte Gedankenerklärung definiert, die zum Beweis im Rechtsverkehr geeignet und bestimmt ist und einen Aussteller erkennen lässt.
Verkörperung bedeutet, dass die Urkundssubstanz nicht flüchtig sein darf (Perpetuierungsfunktion, fehlt z. B. bei Schrift im Sand). Auch muss die Gedankenerklärung visuell wahrnehmbar sein, so dass beispielsweise eine Tonbandaufnahme nicht eine Urkunde sein kann.
Beweiseignung bedeutet, dass die Urkunde in einem Prozess zumindest grundsätzlich – und sei es auch nur mitbestimmend – die Entscheidung beeinflussen kann und das nach dem Willen des Ausstellers auch soll (Beweisfunktion, Beweisbestimmung). Aus ihr muss zumindest ein Aussteller als konkrete Person hervorgehen (Garantiefunktion), wobei es reicht, dass dessen Existenz aus äußeren Umständen erschlossen werden kann (also auch der Bierdeckel mit den Bleistiftstrichen). Falsch – mit der Folge, dass das Delikt der Urkundenfälschung in Betracht kommt – ist die Urkunde dann, wenn der erkennbare Aussteller (wie er aus der Urkunde hervorgeht) nicht mit dem wirklichen Aussteller identisch ist. Für die Ausstellereigenschaft kommt es darauf an, wer geistig hinter der Urkunde steht (Geistigkeitstheorie), also z. B. der Unternehmensinhaber für die von der Kassiererin ausgestellte Quittung. Verfälscht ist eine Urkunde dann, wenn der Inhalt der Urkunde nachträglich unbefugt verändert wurde.
Urkunde im prozessualen Sinn ist jede in Schriftzeichen verkörperte Gedankenäußerung, die zum Beweis im Rechtsverkehr geeignet und bestimmt ist und einen Aussteller erkennen lässt.
Unterschieden werden wirkende Urkunden und bezeugende Urkunden. Wirkende Urkunden enthalten den Vorgang, welcher durch die Urkunde bewiesen werden soll, unmittelbar selbst (z. B. Urteil, Verwaltungsakt, Kaufvertrag, Testament). Inhalt bezeugender Urkunden sind außerhalb der Urkunde liegende Vorgänge, die Wahrnehmung oder eigene Handlungen der Behörde oder der Person öffentlichen Glaubens sind (z. B. Sitzungsniederschrift, Wechselprotest).

## Beweiskraft privater und öffentlicher Urkunden
Im Zivilprozess wird nach deutschem Recht hinsichtlich des Beweiswerts zwischen privaten und öffentlichen Urkunden unterschieden. Öffentliche Urkunden sind Urkunden, die von einer öffentlichen Behörde innerhalb der Grenzen ihrer Amtsbefugnisse oder einer mit öffentlichem Glauben versehenen Person (z. B. Notar, Konsul, Gerichtsvollzieher, in Österreich auch Ziviltechniker) innerhalb des ihr zugewiesenen Geschäftskreises in der vorgeschriebenen Form ausgestellt sind (sog. Beurkundung). Urkunden, welche von einer Person ohne öffentlichen Glauben errichtet wurden, heißen Privaturkunden (z. B. schriftlicher Kaufvertrag, eigenhändiges Testament). Wird aber ein Kaufvertrag notariell beurkundet, entsteht eine öffentliche Urkunde.

### Echtheit der Urkunde
Echt ist eine Urkunde, wenn die verkörperte Gedankenerklärung geistig von der Person herrührt, von der errichtet sie sich darstellt. Unecht ist eine Urkunde, wenn sie nicht von demjenigen herrührt, der aus ihr als Aussteller hervorgeht. Zweifelsfälle können sich im Fall von Blankounterschriften ergeben.
Inländische öffentliche Urkunden tragen den Beweis der Echtheit in sich (§ 437 ZPO). Die Echtheit einer ausländischen Urkunde hat das Gericht dagegen nach den Umständen des Einzelfalls zu ermessen, es sei denn, dass sie durch einen Konsul des Bundes legalisiert wurde. Eine legalisierte ausländische öffentliche Urkunde steht daher betreffend ihren Beweiswert über ihre Echtheit einer inländischen gleich.
Die Echtheit einer privaten Urkunde hat dagegen der Beweisführer nachzuweisen. Zuvor hat sich der Gegner der Beweisführung über die Echtheit der Urkunde zu erklären.

### Inhaltliche Wahrheit der Urkunde
Eine öffentliche Urkunde trägt nicht nur den Beweis der Echtheit in sich, sondern weist auch in gewissen Grenzen die inhaltliche Wahrheit des in ihr beurkundeten Vorgangs gemäß § 415 ZPO nach. Bewiesen wird nur die Richtigkeit der Beurkundung (formelle Beweiskraft). Die formelle Beweiskraft umfasst, dass die Erklärung nach Inhalt, Ort und Zeit wie beurkundet abgegeben wurde. Inwieweit die beurkundete Erklärung mit der Wirklichkeit übereinstimmt (materielle Beweiskraft), unterliegt dagegen der freien Würdigung des Gerichts.
Der volle Beweis einer in einer öffentlichen Urkunde bezeugten Tatsache wird aber in der Regel nur erbracht, wenn das Zeugnis auf der eigenen Wahrnehmung der Behörde oder der Urkundsperson beruht (§ 418 ZPO). Bei einer solchen bezeugenden Urkunde kommt der formellen Beweiskraft eine wichtige Funktion zu. Dieser formellen Beweiskraft unterliegen aber weiter nur die Umstände, zu deren Beweis die Urkunde bestimmt ist.
Beispiel: Eine Sitzungsniederschrift beweist nicht nur, dass der Beamte, der als Aussteller auf der Sitzungsniederschrift angegeben ist, die Niederschrift auch tatsächlich errichtet hat. Diese Urkunde beweist auch, dass der Inhalt der Niederschrift mit dem Inhalt der Verhandlung übereinstimmt und die Niederschrift zu dem in der Urkunde angegebenen Ort und Zeit angefertigt wurde (formelle Beweiskraft). Ob der in der Niederschrift protokollierte Vortrag der Prozessparteien dagegen wahr ist (materielle Beweiskraft), unterliegt dem freien Ermessen des Gerichts.
Beispiel: Eine Sitzungsniederschrift beweist im Sinne der formellen Beweiskraft nur, dass sie nach Zeit, Ort und teilnehmenden Personen stattgefunden hat und die vorgeschriebenen zu beurkundenden Förmlichkeiten eingehalten sind oder nicht, u. a., dass und welche Anträge gestellt wurden, dass Zeugen belehrt und vereidigt wurden, dass sie ausgesagt haben oder das Zeugnis verweigert haben, nicht aber, ob es am Verhandlungstag geregnet hat. Sie beweist auch nicht formell, dass die Parteien oder Zeugen so sich erklärt haben, wie in der Niederschrift festgehalten ist. Anders verhält es sich mit dem Zusatz, dass diese Aussage dem Zeugen oder der Partei vorgelesen und von dieser genehmigt und damit anerkannt wurde. Ansonsten unterliegt sie im Bestreitensfall der freien Beweiswürdigung oder ist eine Gedächtnisstütze für die protokollierende Person.
Beispiel: Die Bestätigung eines Freundes über den Einwurf eines Briefes in den Briefkasten beweist nur, dass der Freund diese Erklärung tatsächlich abgegeben hat. Die Zustellungsurkunde des Postzustellers über denselben Vorgang beweist dagegen, dass der Brief tatsächlich eingeworfen worden ist.
Die von einer Behörde ausgestellten, eine amtliche Anordnung, Verfügung oder Entscheidung enthaltenden öffentlichen Urkunden begründen vollen Beweis ihres Inhalts (§ 417 ZPO). Bei einer wirkenden Urkunde ist die formelle Beweiskraft fast selbstverständlich.
Beispiel: Ein Steuerbescheid beweist, dass der von dem Beamten, von dem errichtet er sich darstellt, auch ausgestellt wurde (Echtheit), dass der Steuerbescheid den angegebenen Inhalt hat und an dem angegebenen Ort und zur bezeichneten Zeit ausgestellt wurde (formelle Beweiskraft). Der freien Würdigung des Gerichts unterliegt dagegen, ob der Steuerbescheid sachlich richtig ist.
Der Inhalt einer Privaturkunde ist Gegenstand der freien richterlichen Beweiswürdigung.

### Bestand der Urkunde
Inwieweit ein Mangel in dem unversehrten Bestand einer Urkunde, wie z. B. eine Radierung oder eine Durchstreichung, die Beweiskraft des Dokumentes mindert, entscheidet im Streitfall das angerufene und zuständige Gericht nach Würdigung des Einzelfalls.

## Beispiele für Urkunden
- Personen betreffende Urkunden:
  - Geburtsurkunde
  - Heiratsurkunde
  - Sterbeurkunde
  - Staatsbürgerschaftsnachweis

- Sachen betreffende Urkunden:
  - Grundstückskaufvertrag
  - amtlicher Grundbuchausdruck

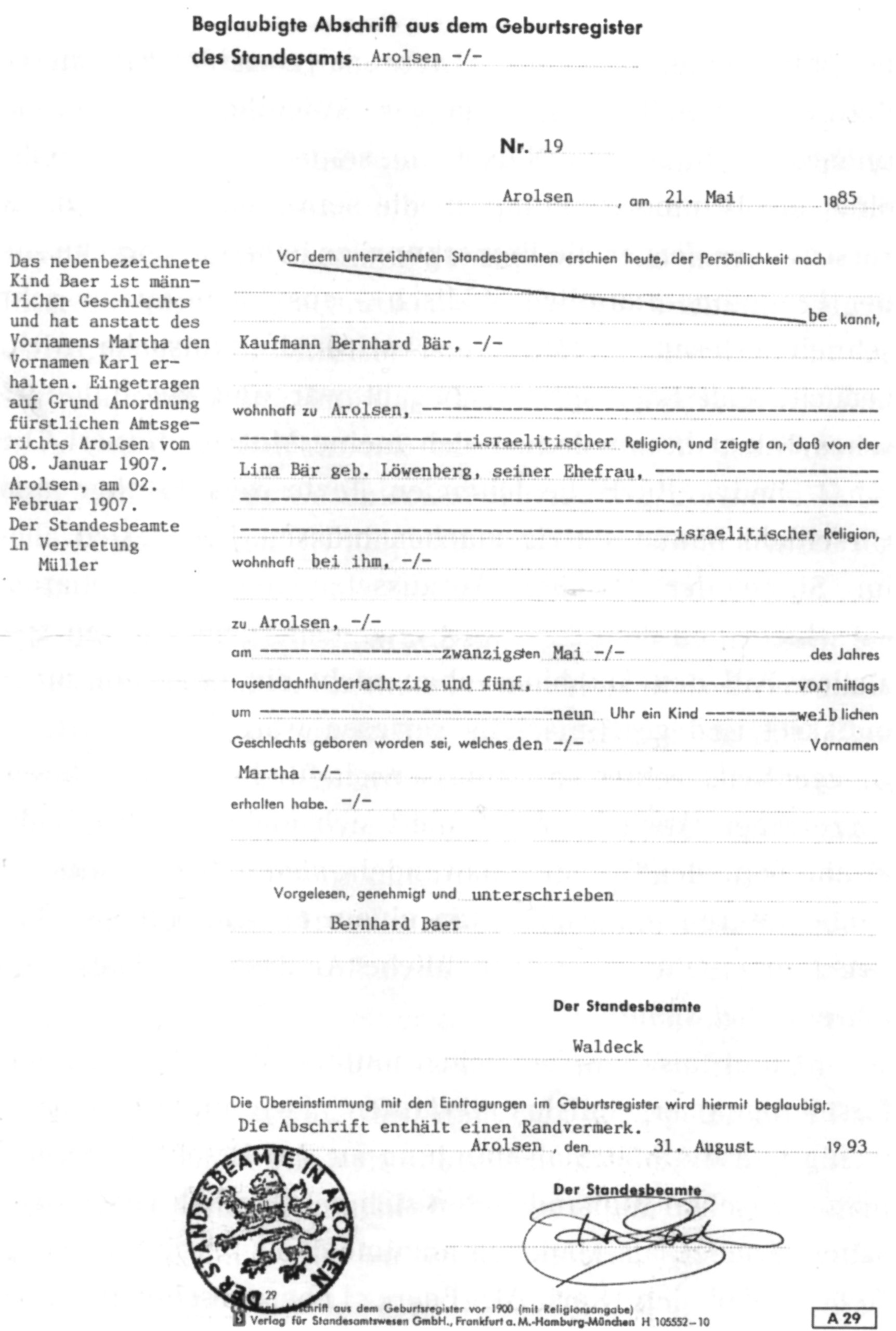
Abstammungsurkunde als beglaubigte Abschrift aus dem Geburtsregister (Standesamt Arolsen)

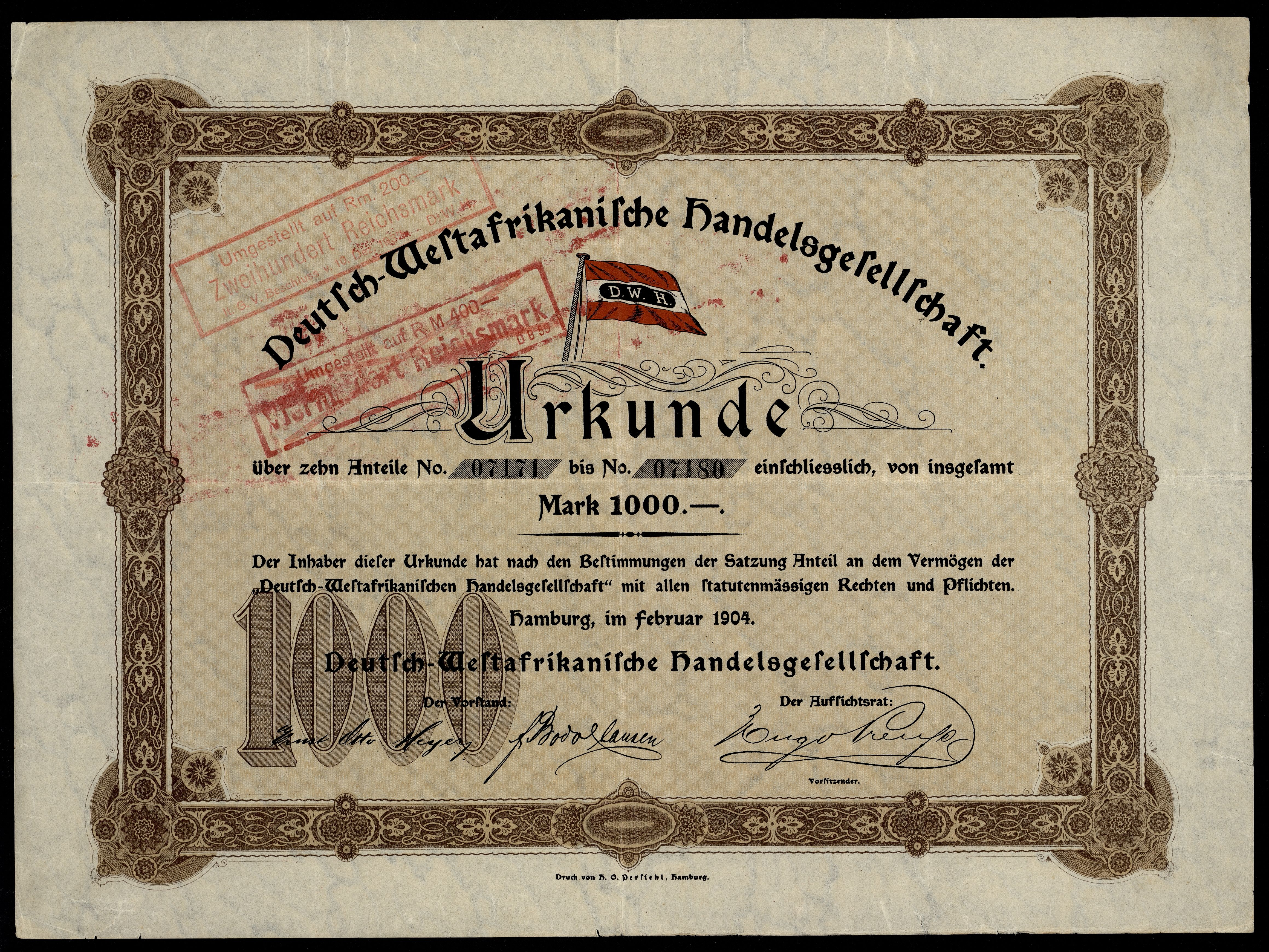
Anteilschein an der Deutsch-Westafrikanischen Handelsgesellschaft vom Februar 1904

  - amtlicher Handelsregisterausdruck
  - Wertpapiere
  - Gründungsurkunde z. B. für einen Verein oder ein Unternehmen
  - Preisschild an einer Ware (nur, wenn Name des Ausstellers erkennbar ist)

- Rechte betreffende Urkunden
  - Patent
  - Versicherungsschein
  - Testament
  - Scheck
  - Wechsel
- Anlass betreffende Urkunde[1]
  - Jubiläum
  - Austritt aus einem Unternehmen bzw. einer Organisation
  - Sieg bei einem sportlichen Wettkampf
  - Teilnahmebescheinigung
  - Ehrung für geleistete (insbesondere ehrenamtliche) Dienste